# کپل لو فرن
کپل لو فرن (به انگلیسی: Capel-le-Ferne) یک روستا و محله مدنی در بریتانیا است که در Dover واقع شده‌است. کپل لو فرن ۱٬۸۸۴ نفر جمعیت دارد.